# Bhagalpur (Division)
Bhagalpur ist eine Division im indischen Bundesstaat Bihar. Sie hat ihren Verwaltungssitz in Bhagalpur und besteht nur aus zwei Distrikten:
| Distrikt  | Hauptstadt | Fläche in km² | Einwohner (Stand: 2001) | Bev.-Dichte in E/km² |
| --------- | ---------- | ------------- | ----------------------- | -------------------- |
| Banka     | Banka      | 3.018         | 1.608.773               | 533                  |
| Bhagalpur | Bhagalpur  | 2.570         | 2.423.172               | 943                  |